# Historia de Nuevo León
La historia de Nuevo León, comprende el conjunto de eventos históricos ocurridos dentro y cerca de los límites del estado mexicano de Nuevo León desde la época prehispánica hasta la época contemporánea.

## Época prehispánica

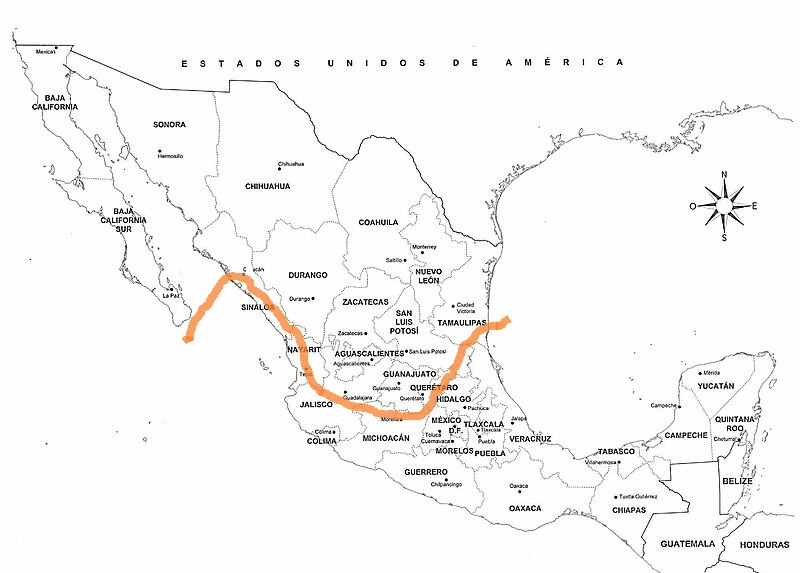
Aridoamérica

Los restos arqueológicos y humanos encontrados en estas tierras nos dan pruebas claras que los nativos tenían conocimientos de astronomía, domesticación de plantas por cultivos selectivos, tecnología fina, comercio con grupos vecinos o tan lejanos como la Costa del Golfo, uso farmacológico de plantas medicinales, uso de cerámica y adornos corporales, entre otras evidencias, que demuestran que de ninguna manera corresponden al adjetivo de “salvajes” o “bárbaros” como los denominaron los conquistadores-colonizadores y que durante mucho tiempo se aceptó sin cuestionamiento en la historia local y nacional.
Cronistas afirman que estos lugares estaban habitados por un grupo de etnias que al llegar los españoles les nombraron rayados, borrados o pintados, porque solían decorar su cuerpo con pinturas de colores, honrando a sus dioses o a diversos animales.
Debido a que a los fundadores de esta ciudad no describieron a estos grupos no hay evidencia de los mismos. Se sabe poco incluso de su lengua; presuntamente hablaban en coahuilteco.

## Época colonial
Algunos exploradores de Nueva Vizcaya liderados por el gobernador Martín López de Ibarra como gobernador estaban: Alberto del Canto, Diego de Montemayor, Gaspar Castaño de Sosa y Luis Carvajal y de la Cueva descubrieron el valle de Extremadura a finales de 1572, pero debido a las dificultades decidieron poblarlo después ya que “ese valle era tan bello que daban ganas de vivir en él.”.

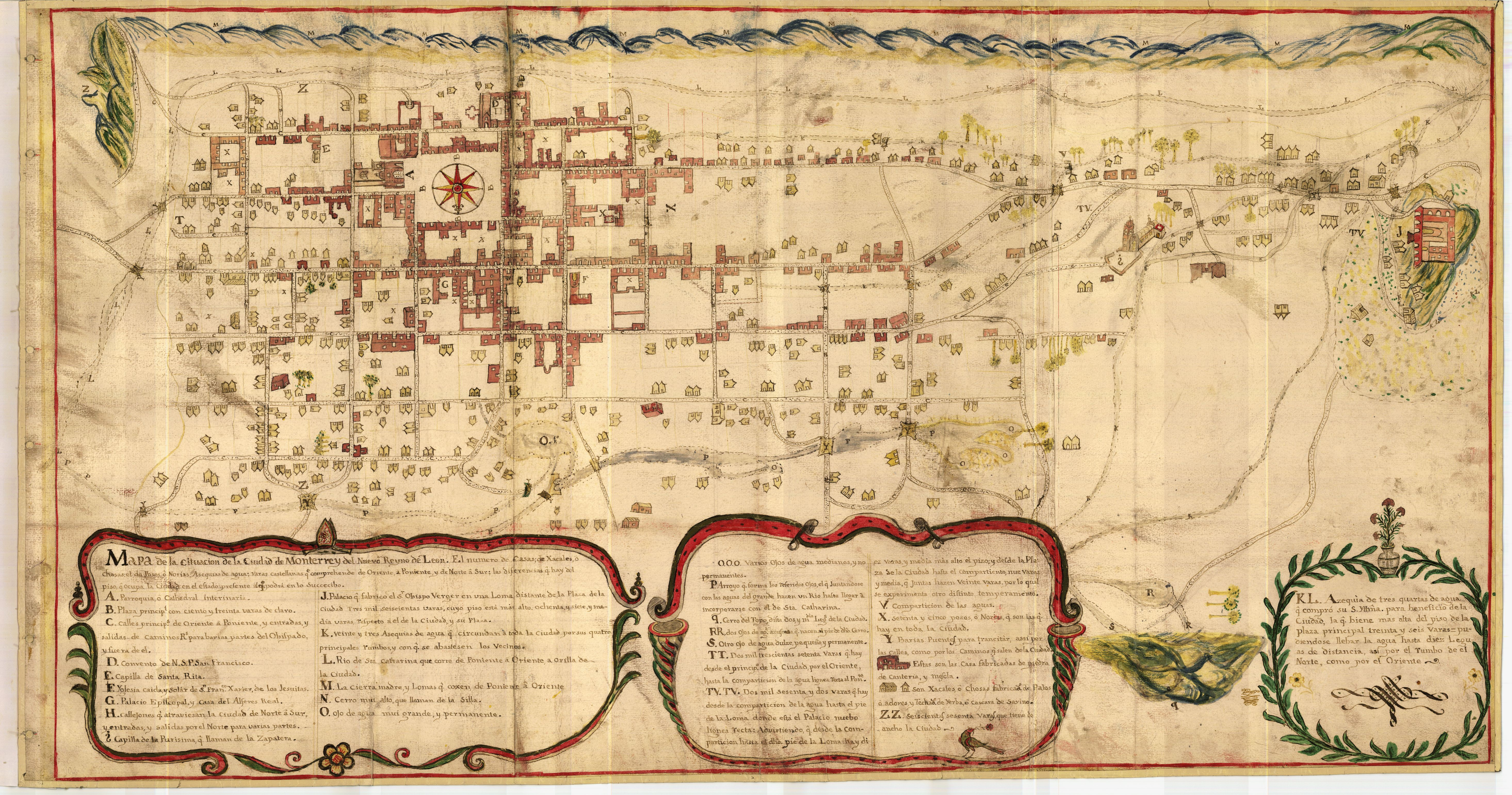
Plano de Monterrey en 1791

En 1577 entre otras poblaciones en Coahuila, funda las primeras villas de Nuevo León las Minas de San Gregorio (Cerralvo) 12 de marzo de 1577, villa de Santa Lucía (Monterrey) 13 de diciembre de 1577. Carvajal regresa a España para obtener de Felipe II el permiso colonizar el Nuevo Reino de León con un grupo de inmigrantes, entre los cuales se incluían familias de judíos conversos entre ellos familiares de Carvajal llegaron a las costas de México a bordo del Santa Catalina y encabezados por el portugués Luis de Carvajal y de la Cueva, de las personas que vinieron en la urca (barco) de Carvajal, fueron muy pocas las que pasaron al Nuevo Reino de León y que ninguna pobló allí.
Los primeros años de la colonia fueron difíciles para los habitantes, quienes fueron asediados por la inquisición, las tribus indígenas y algunas inundaciones. Desde sus comienzos la mayor parte de la población se concentró en la ciudad de Monterrey, que no sería fundada como tal sino hasta el año de 1596. Hacia finales del siglo XVIII, los reineros (como se hacían llamar sus habitantes), en la época moderna el gentilicio utilizado es el de regiomontanos o regios,  ya habían adquirido cierta estabilidad y contaban con dos ayuntamientos, el de Monterrey y uno más en Linares, al Sur. Aunque a lo largo de los siglos 17 y 18 se fundaron varias villas debido a que las haciendas existentes se poblaron bastante, o bien se fundaron pueblos con indígenas tlaxcaltecos provenientes de Santiago del Saltillo de Minas de Trinidad (Monclova) (Provincia de San Francisco de Coagüila) los cuales son los municipios de Bustamante  y Guadalupe, así mismo se establecieron misiones franciscanas en las que se atendieron y se evangelizaron a los aborígenes de las diversas regiones. Con todo y ello sus habitantes, dedicados a la agricultura, a la ganadería y a la minería en menor grado, producían para autoconsumo, con un comercio limitado externo. Además en las recién fundadas haciendas que con el pasar de los años serían pueblos, el mestizaje con los aborígenes originarios de la región fue muy escaso o nulo ya que en aquella época era muy mal visto, debido a que los aborígenes se utilizaban principalmente para los trabajos más pesados o ponían resistencia a los evangelizadores.

## Época Insurgente

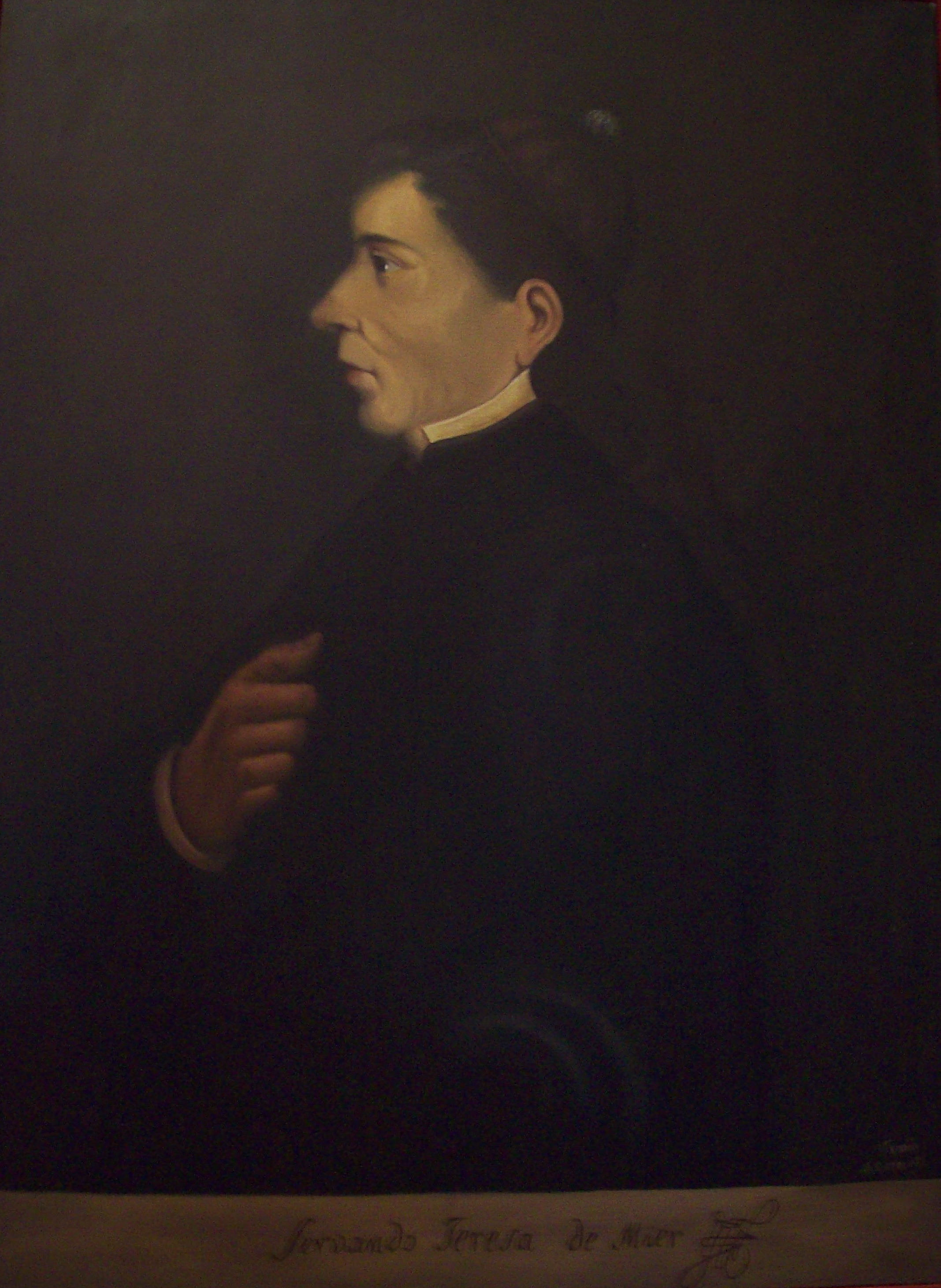
Retrato de Fray Servando Teresa de Mier

El inicio del movimiento insurgente en México, si bien fue atendido, fue rápidamente sofocado en la región, por lo cual fue desconcertante para sus habitantes la noticia de que José María Morelos, el líder del movimiento, había convocado a un congreso constituyente en Chilpancingo, al sur del país, y no fue hasta año de 1814 que se había autonombrado representante del Nuevo Reino de León, una región con la cual no tenía la más mínima relación. El año anterior apenas Juan José de la Garza había representado al Nuevo Reino de León en las Cortes de Cádiz, que produjeron la Constitución gaditana de 1812, este nombramiento hecho a Morelos hace que la provincia quedará unida sin consentimiento democrático al destino de México.
Tras la consumación de la independencia, Fray Servando Teresa de Mier (un sacerdote poco ortodoxo que llegó a afirmar que la Virgen de Guadalupe no se había estampado en la tilma de Juan Diego sino en la capa de Santo Tomás, y que el mismo Santo Tomás había predicado el evangelio en México bajo el nombre de Quetzalcóatl) representó al Nuevo Reino de León en el Congreso Nacional Constituyente que en su decreto n.º 45, artículo primero, sentenciaba: Nuevo León será en lo sucesivo un Estado de la Federación Mexicana.
El Padre Mier organizó la instalación de una legislatura local, misma que sancionaría la primera constitución de la entidad el 5 de marzo de 1825. El mismo congreso sería disuelto en 1835 convirtiendo al Estado en Departamento. La pugna entre conservadores y liberales a nivel nacional hizo estrago en la estabilidad de la región. En 1846 los poderes del estado salieron de Nuevo León debido a la invasión estadounidense que tuvo en Monterrey una de sus más famosas batallas. Adicionalmente las tribus indígenas nómadas provenientes de los EE. UU. y también las tribus originarias, asolaban la región de manera brutal, robando y matando mujeres, niños, ganado e importantes víveres, de tal forma que los nuevoleoneses para viajar de un lugar a otro, aunque el viaje fuese corto, se vieron en la necesidad de hacer testamentos. Los más afectados eran los poblados más pequeños hacia el norte y este del estado, tales como Cerralvo, Lampazos de Naranjo, Sabinas Hidalgo, Vallecillo e incluso Monterrey, por lo cual se decidió tomar cartas en el asunto debido a los incesantes ataques hacia la población de aquella época, así que empezó una cacería hacia los indígenas, e incluso se llegaron a ofrecer altas remuneraciones monetarias por cabeza o cuero cabelludo de los mismos.

## Intentos separatistas
Para mediados del siglo XIX los habitantes comenzaron a tomar represalias contra los indígenas, los estadouindenses y las autoridades mexicanas. En 1850 se hizo obligatorio en cada lugar tener siempre una fuerza lista y "bastimento hecho". El bastimento eran las provisiones para un combate largo que podría darse en cualquier momento, y en Nuevo León consistía en bizcochos de maíz, carne seca y chocolate, lo cual con el tiempo formaría la piedra angular de la dieta rural nuevoleonesa, aún en la actualidad. 
La respuesta a las invasiones indígenas fue despiadada. Influenciados por los métodos del país vecino, los neoleoneses comenzaron a envenenar las aguas donde bebían las tribus y a pagar por cada cuero cabelludo indígena entregado al gobierno. El combate a los apaches, comanches y filibusteros norteamericanos, si bien brutal e inhumano, trajo gran experiencia a las milicias nuevoleonesas, que terminarían por imponerse en y al ejército mexicano en algunas batallas. Héroes locales, como Juan Zuazua, José Silvestre Aramberri, Mariano Escobedo, Lázaro Garza Ayala y Jerónimo Treviño fueron todos curtidos en esas escaramuzas.
Líder en ese movimiento de autodefensa de los habitantes fue Santiago Vidaurri, quien proclamó el Plan de Monterrey en 1855 restituyendo la soberanía de Nuevo León. Vidaurri anexaría el estado de Coahuila para formar el Estado de Nuevo León y Coahuila en febrero de 1856, habiéndose realizado previamente auscultaciones entre los habitantes de cada uno de los municipios de Coahuila, lo que llevó a la firma de actas de aceptación, en ocasiones hasta dos actas, solo los habitantes de Saltillo y Ramos Arizpe se negaron a unirse, pero el Gobierno Federal y el Congreso obligaron a que se aceptara la unificación, la que no fue rechazada en su momento por el presidente Benito Juárez, si no hasta febrero de 1864 cuando determinó la separación de Coahuila, a raíz de que el gobernador Santiago Vidaurri lo desconoció como presidente y negarle ayuda económica cuando huía de los franceses. 
En términos generales los habitantes de Nuevo León se mantuvieron leales a Juárez durante la 2° intervención francesa (1862-1867) y muchos combatieron en la guerra civil contra los conservadores de 1858 a 1861, a pesar de que Vidaurri se unió a los imperialistas y fue ministro de finanzas de Maximiliano de Habsburgo.

## Los últimos años
Para finales del siglo XIX se iniciaron algunas industrias que con el paso de los años llegarían a dominar el contexto económico de la nación. En esas fechas nacieron los primeros bancos, las empresas cerveceras, cementeras, acereras, y ya hacia mediados del siglo XX, Nuevo León habría fundado las 2 instituciones educativas que le han dado fama internacional: la Universidad Autónoma de Nuevo León y el Instituto Tecnológico y de Estudios Superiores de Monterrey.
El estado recibió un fuerte flujo de inmigrantes de origen alemán, ruso e italiano, que enriquecieron las costumbres y la cultura local, y la acercaron con la de Texas en los Estados Unidos. En la década de los 70s, algunos grupos de ideología comunista e identificados con los problemas sociales del suroeste de México (a los que se les ha tíldado de "terroristas") asolaron la región asesinando a importantes empresarios, entre los cuales destaca Eugenio Garza Sada.
En la actualidad, el estado es líder nacional en bienestar y en calidad de vida. Municipios como San Pedro Garza García tienen el nivel de vida más alto de América Latina y Nuevo León en su conjunto tiene un índice de desarrollo humano superior al de varios países europeos, ocupando el lugar #32 a nivel mundial. Sin embargo, a pesar de la riqueza concentrada en varias zonas, el estado también presenta, como el resto de la República Mexicana, una grave inequidad en la repartición de los bienes y los servicios, y diversas áreas del norte y el sur de la entidad se encuentran en situación de franca pobreza y muy bajos niveles de educación.

## Cronología
Fechas importantes en la historia de Nuevo León
| Fecha                    | Evento |
| ------------------------ | --- |
| Año 1577                 | Alberto del Canto funda la Villa de Santa Lucía. |
| 31 de mayo de 1579       | Felipe II ordena la creación de un nuevo reino en las Américas. |
| Año 1582                 | Luis de Carvajal y de la Cueva funda el Nuevo Reino de León. |
| 15 de diciembre de 1777  | Pío VI ordena la creación del Obispado en la bula Relata semper |
| 29 de octubre de 1810    | Llegan a Monterrey noticias del grito de Dolores. |
| 7 de mayo de 1824        | El Estado de Nuevo León es designado como estado de México en lo sucesivo. |
| 5 de marzo de 1825       | Se aprueba la primera constitución política del estado. |
| 17 de enero de 1840      | El Estado de Nuevo León se declara independiente de México. |
| 6 de noviembre de 1840   | El ejército de México derrota al ejército separatista. |
| 20 de septiembre de 1846 | El ejército estadounidense comienza la batalla de Monterrey. |
| 18 de junio de 1848      | El ejército estadounidense deja de ocupar el territorio. |
| 19 de febrero de 1856    | Nuevo León anexa Coahuila y planea una nueva separación. |
| 3 de abril de 1864       | Monterrey es declarada capital del Estado. Los separatistas serían derrotados.                                                                                                 |
| Junio de 1991            | Con el Puente Internacional Colombia-Solidaridad, se abre un puesto de control fronterizo con el vecino estado Texas en la urbanización planificada del municipio de Colombia. |